# Megalithanlage von Ballylowra
Die kleine unklassifizierte Megalithanlage von Ballylowra liegt im Townland Ballylowra (irisch Baile Uí Labhra) etwa 2,0 km östlich von Knocktopher (Cnoc an Tóchair) im County Kilkenny in Irland. Das mitunter als Steinkiste (englisch stone cist) oder Cromlech angesprochene Monument liegt neben einer verlassenen Farm, nahe der Bahnlinie Kilkenny – Waterford.
Die Megalithanlage besteht aus einem etwa 2,5 m langen, 1,8 m breiten und 0,45 m dicken Deckstein, der im Norden und Süden von zwei Seitensteinen gestützt wird und auf seiner Ostseite auf einem Felsaufschluss liegt. Cairn- oder Hügelmaterial liegt auf der Nord- und Südseite. Der Boden der Kammer befindet sich 0,5 m unter dem Bodenniveau. Die Anlage öffnet nach Westen hat aber keine klare Orientierung.
Der Antiquar James Graves (1815–1886) besuchte die Anlage 1850 und veröffentlichte seine Aufzeichnungen in der Zeitschrift der Kilkenny Archaeological Society. Er schrieb, dass es von eigenartiger Konstruktion sei, da ein Ende des Decksteins auf der felsigen Oberfläche und der andere auf zwei Ständern ruhte.
Ein verschwundenes Portal Tomb lag etwa 200 m nördlich. In der Nähe liegt der Oghamstein von Ballyboodan.